# التآمر على أمريكا (رواية)
التآمر على أمريكا هي رواية كتبها فيليب روث نشرت في عام 2004. إنه تاريخ بديل هُزِم فيه فرانكلين روزفلت في الانتخابات الرئاسية لعام 1940 على يد تشارلز ليندبيرغ. تتبع الرواية ثروات عائلة روث خلال فترة رئاسة ليندبيرغ، حيث أصبحت معاداة السامية أكثر قبولا في الحياة الأمريكية، كما أن الأسر اليهودية الأمريكية مثل الروث المضطهدون على مختلف المستويات. الراوي والشخصية المركزية في الرواية هو الشاب فيليب، والعناية التي يقدم بها ارتباكه وإرهابه تكشف الرواية عن أسرار التنشئة بقدر اهتمامها بالسياسة الأمريكية. استند روث في روايته على الأفكار الانعزالية التي تبناها ليندبيرغ في الحياة الحقيقية كمتحدث باسم اللجنة الأمريكية الأولى، وعلى تجاربه الخاصة التي نشأت في نيوارك بولاية نيو جيرسي. تُصوِّر الرواية قسم <a href="https://en.wikipedia.org/wiki/Weequahic" rel="mw:ExtLink" title="Weequahic" class="mw-redirect cx-link" data-linkid="60">Weequahic</a> من نيوآرك والذي يضم مدرسة ويكواي الثانوية التي تخرج منها روث.

## رموز تاريخية
تصور الرواية أو تذكر العديد من الشخصيات التاريخية: 
- برنارد باروخ
- لويس برانديز
- تشارلز كافلين
- وليام أو دوغلاس
- Meyer C. Ellenstein
- جيمس فارلي
- Edward Flanagan
- هنري فورد
- ليو فرانك
- فيليكس فرانكفورتر
- يوزف غوبلز
- Ben Grauer
- هانك غرينبيرغ
- فرانك هاغ
- ريتشارد هاوبتمان
- ويليام راندولف هارست
- أدولف هتلر
- إدغار هوفر
- Harold L. Ickes
- فريتز يوليوس كون
- Robert M. La Follette Jr.
- فيوريلو لا غوارديا
- ماير لانسكي
- هربرت إتش. ليمان  [لغات أخرى]‏
- جون إل. لويس
- تشارلز لندبرغ
- آن مورو لندبرغ
- هنري مورغنثاو
- Vincent Murphy
- جيرالد ناي
- Westbrook Pegler
- ليو فرانك
- يواكيم برنز
- إليانور روزفلت
- فرانكلين روزفلت
- Leverett Saltonstall
- جيرالد إل. ك. سميث
- إيزيدور فينشتاين ستون
- دورثي ثومبسون
- Jacob Thorkelson
- يواخيم فون ريبنتروب
- هنري أغارد ولاس
- Burton K. Wheeler
- David T. Wilentz
- ويندل ويلكي
- والتر وينشل
- Abner "Longy" Zwilman

 بالإضافة إلى ذلك، بعد انتخاب دونالد ترامب عام 2016 لرئاسة الولايات المتحدة، لاحظ المراجعون وجود شخصية في مؤامرة ضد أمريكا تستند بقوة على ترامب الحقيقي. يذهب ابن العم، ألفين، إلى شركة عقارية يهودية وصفها تتطابق بشكل وثيق مع تقارير ترامب 2016-2017. تمت مقابلة روث في مجلة النيويوركر حول أوجه التشابه بين روايته وانتخاب ترامب. أجاب روث قائلاً: «من السهل فهم انتخاب رئيس وهمي مثل تشارلز ليندبيرغ مقارنة بالرئيس الفعلي مثل دونالد ترامب. كان ليندبيرغ، على الرغم من تعاطفه النازي وميوله العنصرية، بطلاً عظيماً في مجال الطيران. . . ترامب هو مجرد فنان مخادع».

## التلفزيون
في 18 كانون الثاني (يناير) 2018، أُفيد أن المبدع ذا واير دايفيد سيمون سيقوم بتعديل سلسلة مصغرة مكونة من ستة أجزاء من مؤامرة ضد أمريكا. تم الإعلان عن الخبر لأول مرة في مقابلة مع تشارلز ماكغراث، الصحفي في نيويورك تايمز مع روث، والتي أشارت إلى أن سايمون زار روث، الذي صرح بأنه «متأكد من أن روايته في أيدٍ أمينة». تم التصوير في مدينة جيرسي بولاية نيو جيرسي. سيتم عرضه على إتش بي أو.

## وصلات خارجية
- التآمر على أمريكا على موقع الموسوعة البريطانية (الإنجليزية)

1. ↑   https://sah.columbia.edu/content/prizes/society-american-historians-prize-historical-fiction-formerly-known-james-fenimore. {{استشهاد ويب}}: |url= بحاجة لعنوان (مساعدة) والوسيط |title= غير موجود أو فارغ (من ويكي بيانات) (مساعدة)
2. ↑  The Plot Against America discussed on "Trumpcast" (March 2017) نسخة محفوظة 16 يونيو 2018 على موقع واي باك مشين.
3. ↑  "Philip Roth E-Mails on Trump" (January 2017) نسخة محفوظة 12 سبتمبر 2019 على موقع واي باك مشين.
4. ↑  Holpuch، Amanda (16 يناير 2018). "David Simon adapting Philip Roth's The Plot Against America for TV". الغارديان. مؤرشف من الأصل في 2019-07-30. اطلع عليه بتاريخ 2018-04-20.
5. ↑  Schaub، Michael (16 يناير 2018). "David Simon is adapting Philip Roth's 'The Plot Against America' for television". لوس أنجلوس تايمز. مؤرشف من الأصل في 2020-02-14. اطلع عليه بتاريخ 2018-04-20.
6. ↑  McGrath، Charles (16 يناير 2018). "No Longer Writing, Philip Roth Still Has Plenty to Say". نيويورك تايمز. مؤرشف من الأصل في 2018-11-09. اطلع عليه بتاريخ 2018-04-20.
7. ↑  "HBO series based on Roth's 'Plot Against America' filmed in Jersey City with Winona Ryder and John Turturro. Next up: Newark". 12 أبريل 2019. مؤرشف من الأصل في 2020-02-01.
8. ↑  "HBO Lands David Simon's Fascism Drama 'The Plot Against America'". 8 نوفمبر 2018. مؤرشف من الأصل في 2020-02-05.